# Mittenothamnium incompletum
Mittenothamnium incompletum là một loài Rêu trong họ Hypnaceae. Loài này được (M. Fleisch.) Cardot mô tả khoa học đầu tiên năm 1913.